# Bitwa pod Melorią

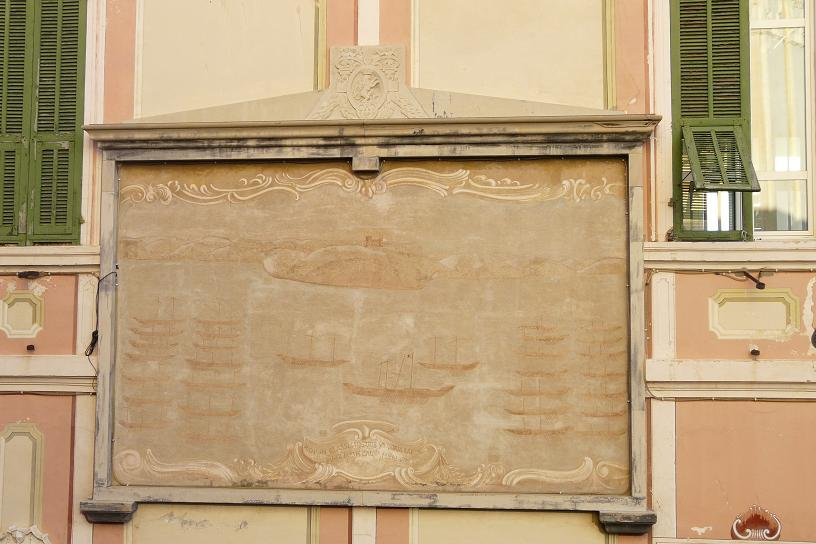
Płaskorzeźba przedstawiająca bitwę, Diano Castello

Bitwa pod Melorią – bitwa morska stoczona 6 sierpnia 1284, w której flota genueńska rozbiła flotę Pizy, niszcząc jej potęgę morską.

## Podłoże historyczne
Podczas wypraw krzyżowych ośrodki chrześcijańskie posiadające silne floty, takie jak Piza, Genua, Wenecja i Bizancjum na ogół współpracowały ze sobą, co pozwoliło na wzmocnienie pozycji chrześcijan w basenie Morza Śródziemnego, jednak uzyskane w ten sposób względne bezpieczeństwo od wrogów zewnętrznych spowodowało w XII w. wzmożenie rywalizacji o kontrolę nad handlem. W latach 1135–1137 Piza zniszczyła rosnące w siłę Amalfi; pod koniec XII w. osłabła pozycja Sycylii, gdzie wygasła dynastia normańska (do zniszczenia jej floty przyczyniły się Piza i Genua). Miasta te konkurowały jednak ze sobą: Genua przejęła kontrolę nad Korsyką, ale nie udało się jej opanować Sardynii, gdzie – choć nie byli w stanie zapobiec ciągłym atakom genueńskim na ich statki – przewagę mieli Pizańczycy. Z rosnącej potęgi Pizy niezadowolona była także Florencja, która nie miała dostępu do morza, a Pizańczycy nie dopuszczali jej do kontrolowanego przez siebie wybrzeża i portów. Doprowadziło to do sojuszu Florencji z Genuą, które zaatakowały Pizę od lądu (Florencja) i od morza (Genua). Ze względu na zagrożenie, Piza zdecydowała się na walną bitwę.

## Siły
Obie strony zgromadziły znaczne siły: Genua wystawiła 88 galer i 8 panfili, wielkich okrętów o ponad 150 wiosłach; Piza – 103 okręty, w tym 72 galery, uzupełnione mniejszymi jednostkami (są to najczęściej podawane liczby, według różnych autorów flota genueńska liczyła od 88 do 130 okrętów, a pizańska 72-170, przy czym liczby 70-100 są podawane często, a 170 występuje tylko raz). 

## Przebieg
Flota pizańska, korzystając z nieobecności eskadry genueńskiej pod dowództwem Benedykta Zaccarii, wpłynęła do niebronionego portu Genui i wyzwała Genueńczyków do walki, wystrzeliwując strzały o srebrnych grotach i wysyłając posłańca z pogardliwą notą. Następnie odpłynęła, nie chcąc ryzykować starcia, ale też nie spodziewając się kontrataku, jako że flotylla Zaccarii liczyła ok. 30 galer. Genueńczycy błyskawicznie wyekwipowali 58 dodatkowych galer i 8 panfili i wysłali je przeciw Pizie.
Pizańczycy tymczasem rozpuścili część swych liczących 25 tys. ludzi załóg na ląd – szybko jednak musieli zaokrętować się z powrotem, na wieść o zbliżaniu się floty nieprzyjaciela. Starcie nastąpiło koło wyspy Meloria, gdzie w 1241 Pizańczycy pobili Genueńczyków. Przeciwnicy zwarli się w zażartej walce, w której dysponujący większą liczbą okrętów Pizańczycy zaczęli brać z wolna przewagę. Dowódca floty genueńskiej – Oberto D’Oria – miał jedynie 66 jednostek. Okręty obu walczących stron zbiły się w gęstą masę, a na pokładach toczyła się walka wręcz. Walka była niebywale zażarta i okrutna, wyłowionych z wody przeciwników naprędce przykuwano do wioseł, a osłabionych lub rannych – bezlitośnie wyrzucano za burtę. Gdy ważyły się losy bitwy, na flankę Pizańczyków uderzył z trzydziestoma okrętami Zaccaria, dotąd na polecenie D’Orii czekający w odwodzie. Jego atak spowodował całkowitą klęskę Pizańczyków, którzy stracili rozbitą flotę, większość arystokracji i najlepszych żołnierzy.

## Skutki
Straty Pizy były ogromne: co najmniej 7, a nawet 21 okrętów zostało zatopionych; między 19 a 45 (najczęściej podawana liczba to 28-30) – zdobytych; między 3 a 5 tysięcy jej ludzi zginęło, a 9 do 12 tysięcy – zostało wziętych do niewoli. Tak wielka liczba jeńców dała początek powiedzeniu: „Chi vuol vedere Pisa, vada a Genova!” („Jeśli chcesz spotkać Pizańczyka, jedź do Genui”). Genua była odtąd najpotężniejszym miastem handlowym w zachodniej części Morza Śródziemnego, nawiązując wkrótce dalekie kontakty handlowe nawet z Anglią. Klęska Pizy była decydująca – przed kompletnym zniszczeniem ocaliła ją polityka Florencji, która wolała ją kontrolować i wyjednała oszczędzenie miasta przez Genueńczyków. Piza utraciła Sardynię i choć pozostała ważnym portem (także dzięki florenckiemu handlowi), już nigdy nie była liczącą się morską siłą.